# Finnország közigazgatása
Finnország közigazgatási szempontból 19 régióra (NUTS 3 szint), 70 alrégióra és 317 helyi önkormányzatra oszlik. Ezek közül jelentős szerepet a helyi önkormányzatok játszanak: közvetlenül választott tanács vezeti őket, adót szedhetnek, és számos feladatot látnak el, különösen a jóléti rendszer vonatkozásában.
Az ország 2009 előtt 6 tartományra oszlott.

## Régiók

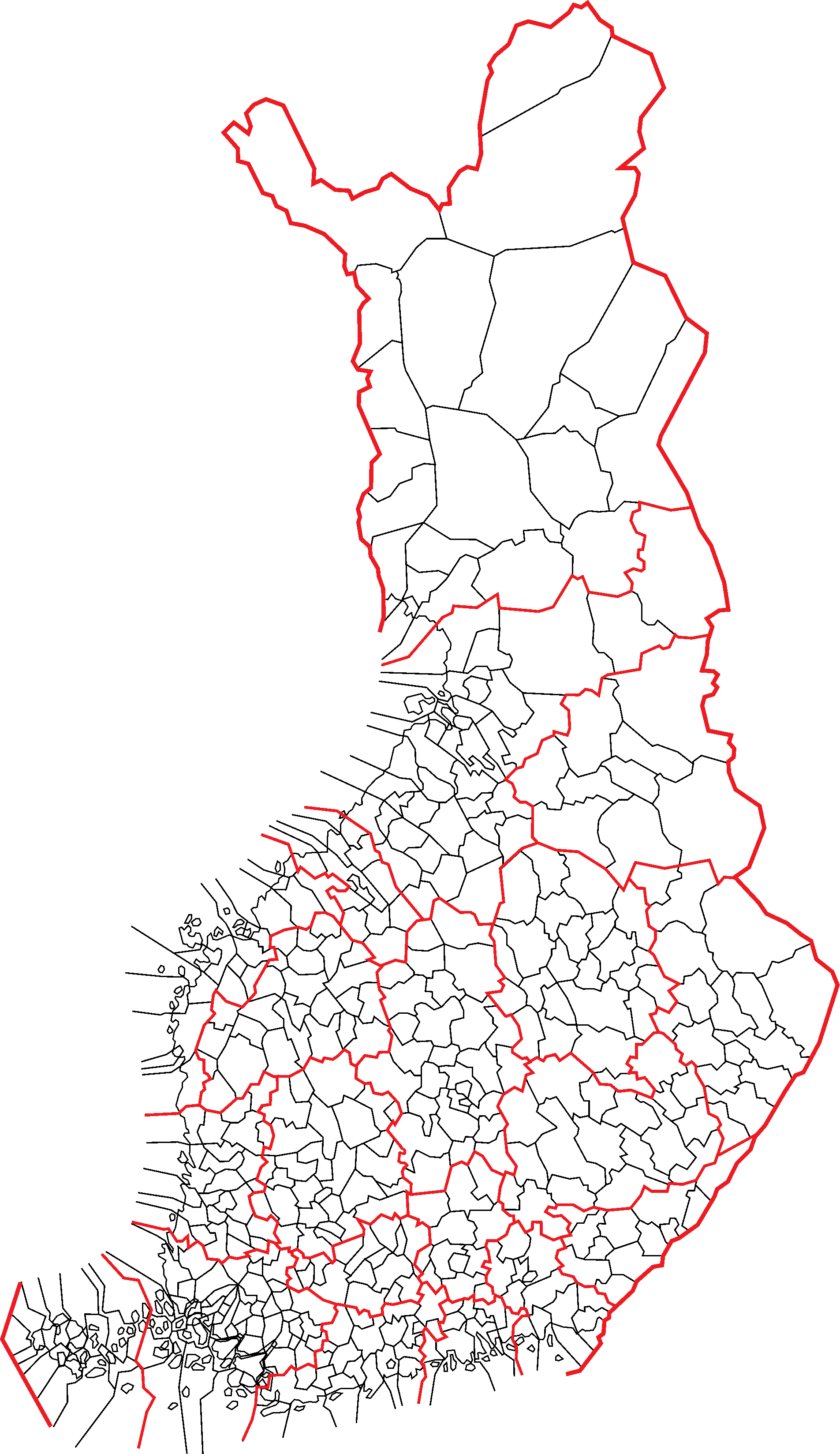
Finnország régiói és helyi önkormányzatai

A 19 régió (finnül maakunnan liitto, svédül landskap) az önkormányzati együttműködés kereteit biztosítja.
A regionális tanács tagjait a régió helyi önkormányzatai választják. A tanács munkáját saját hivatal segíti.
A régiók feladatai a következőkre terjednek ki:
- Regionális fejlesztés és politikák
- Regionális tervezés
- Az EU-s strukturális alapok által társfinanszírozott programok előkészítése és végrehajtása[2]

A régiók átlagos népessége 265 024 fő. A legnépesebb Uusimaa 1 388 964 lakossal, a legkisebb lakosságú pedig Åland 27 153 fős népességgel (2007. december 31.).

## Helyi önkormányzatok
A legfontosabb közigazgatási szint Finnországban a helyi önkormányzati szint. Az ország területén 317 helyi önkormányzat (kunta) osztozik.
A helyi tanács (kunnanvaltuusto) tagjait négy évre választják, az arányos képviselet rendszere alapján. Ez a testület nevezi ki a végrehajtó bizottságot és a polgármestert.
A végrehajtó bizottság (kunnanhallitus) tagjait a helyi tanács nevezi ki. Felelős a hivatal működéséért és a pénzügyekért. A végrehajtó bizottság munkáját szakbizottságok segíthetik.
A polgármestert (vagy önkormányzati menedzsert) a helyi tanács választja határozott vagy határozatlan időre. Ő irányítja a hivatal munkáját, és előkészíti a végrehajtó bizottság döntéseit.
A helyi önkormányzatok feladatai a következőkre terjednek ki:
- Egészségügyi ellátás (alap- és középszintű, valamint fogászati)
- Szociális szolgáltatások (gyermekgondozás, idősek és fogyatékosok támogatása)
- Oktatás (óvoda, alap-, középfokú és szakképzés, felnőttképzés, könyvtárak)
- Kultúra, szabadidő, sport
- Szabályozási tervek (területfelhasználás), építéshatósági tevékenységek
- Fizikai infrastruktúra és környezet fenntartása (utak, energiaellátás, víz és csatorna, hulladékgazdálkodás, kikötők, közösségi közlekedés)
- Vállalkozás- és foglalkoztatásösztönzés
- Saját adószedési jog és pénzügyek (a helyi kiadások kb. 80%-át a helyi jövedelemadó, a társasági adó helyben maradó része, az ingatlanadó és a díjak fedezik)[2]

A helyi jövedelemadó szintjét az önkormányzatok maguk állapítják meg. Az átlagos mérték 18% körül alakul.
Az önkormányzatok körében egyre népszerűbb a kistérségi együttműködés, ami számos területre kiterjedhet, például szabályozási tervek (területhasználat), gazdaságfejlesztési politika, közlekedési és távközlési rendszerek, környezetvédelem és más szolgáltatási ágazatok. Az önkéntes együttműködést a belügyminisztérium és az önkormányzati szövetség is támogatja. A helyi önkormányzatok száma az egyesülések következtében lassan, de biztosan csökken (1997-ben 452, 2007-ben 416), és jelenleg is mintegy 20 egyesülés van folyamatban.
A helyi önkormányzatok átlagos népessége 11 884 fő. A legnépesebb Helsinki 568 531 lakossal, a legkisebb lakosságú pedig Sottunga 116 fős népességgel (2007. december 31.).